# Stimmkreis Augsburg-Land-Süd
Der Stimmkreis Augsburg-Land-Süd ist einer von rund 90 Stimmkreisen bei Wahlen zum Bayerischen Landtag und zu den Bezirkstagen sowie bei Volksentscheiden. Er gehört zum Wahlkreis Schwaben.
Mindestens seit der Landtagswahl 2008 umfasst er die Städte Bobingen, Königsbrunn, Schwabmünchen und Stadtbergen sowie die Gemeinden Adelsried, Aystetten, Diedorf, Dinkelscherben, Fischach, Gessertshausen, Graben, Großaitingen, Hiltenfingen, Horgau, Kleinaitingen, Klosterlechfeld, Kutzenhausen, Langenneufnach, Langerringen, Mickhausen, Mittelneufnach, Oberottmarshausen, Scherstetten, Untermeitingen, Ustersbach, Walkertshofen, Wehringen und Zusmarshausen des Landkreises Augsburg. Die übrigen Gemeinden dieses Landkreises liegen im Stimmkreis Augsburg-Stadt-West oder Augsburg-Land, Dillingen.

## Landtagswahl 2023
Zur Landtagswahl 2023 traten folgende Parteien und Direktkandidaten im Stimmkreis Augsburg-Land-Süd an und erzielten folgende Ergebnisse:
| Nr. | Direktkandidat               | Partei           | Erststimmen in % | Gesamtstimmen in % |
| --- | ---------------------------- | ---------------- | ---------------- | ------------------ |
| 1   | Carolina Trautner            | CSU              | 39,9             | 38,3               |
| 2   | Maximilian Deisenhofer       | GRÜNE            | 12,3             | 11,9               |
| 3   | Anton Rittel                 | Freie Wähler     | 15,5             | 16,2               |
| 4   | Thomas Bauer                 | AfD              | 16,9             | 16,7               |
| 5   | Gülüzar Starizin             | SPD              | 6,1              | 7,2                |
| 6   | Thomas Strobl                | FDP              | 2,7              | 3,0                |
| 7   | Maximilian Tobias Arnold     | LINKE            | 1,2              | 1,1                |
| 8   | Tobias Bernhard              | BP               | 0,9              | 0,8                |
| 9   | Gabriele Olbrich-Krakowitzer | ÖDP              | 1,5              | 1,4                |
| 10  | Anja Klingelhöfer            | Die PARTEI       | 1,4              | 1,3                |
| 11  | -                            | Tierschutzpartei | -                | 0,4                |
| 12  | Kornelia Elsner              | V-Partei³        | 0,4              | 0,3                |
| 13  | Peter Knörzer                | dieBasis         | 1,2              | 1,2                |

## Landtagswahl 2018
Bei der Landtagswahl 2018 waren im Stimmkreis 116.723 Wähler stimmberechtigt. Die Wahl hatte folgendes Ergebnis:
| Direktkandidat               | Partei       | Erststimmen | Gesamtstimmen | Gesamtstimmen ggü. Bayern (%p) | Gesamtstimmen ggü. 2013 (%p) |
| ---------------------------- | ------------ | ----------- | ------------- | ------------------------------ | ---------------------------- |
| Carolina Trautner            | CSU          | 39,9 %      | 39,0 %        | +1,8 %                         | −12,1 %                      |
| Herbert Woerlein             | SPD          | 7,9 %       | 8,7 %         | −1,0 %                         | −10,6 %                      |
| Fabian Mehring               | FREIE WÄHLER | 11,7 %      | 12,5 %        | +0,9 %                         | +3,7 %                       |
| Maximilian Deisenhofer       | GRÜNE        | 16,9 %      | 16,7 %        | −0,9 %                         | + 8,8 %                      |
| Christian Toth               | FDP          | 5,5 %       | 5,0 %         | −0,1 %                         | +2,2 %                       |
| Kerem Billor                 | DIE LINKE    | 2,1 %       | 2,2 %         | −1,0 %                         | +0,1 %                       |
| Josef Hagen Gumpinger        | BP           | 1,9 %       | 1,7 %         | ±0,0 %                         | −0,2 %                       |
| Gabriele Olbrich-Krakowitzer | ÖDP          | 1,2 %       | 1,2 %         | −0,4 %                         | −0,6 %                       |
| Wilfried Bachmeir            | PIRATEN      | 0,6 %       | 0,5 %         | +0,1 %                         | −1,6 %                       |
| Reinhard Fabian              | AfD          | 11,0 %      | 11,1 %        | +0,9 %                         | +11,1 %                      |
| Kein Direktkandidat          | LKR          | X           | 0,0 %         | ± 0,0 %                        | ± 0,0 %                      |
| Kein Direktkandidat          | mut          | X           | 0,1 %         | −0,2 %                         | +0,1 %                       |
| Markus Zacher                | PARTEI       | 0,8 %       | 0,8 %         | +0,4 %                         | +0,8 %                       |
| Pia Schlipf                  | V-Partei³    | 0,5 %       | 0,5 %         | +0,2 %                         | +0,5 %                       |

## Landtagswahl 2013
Die Wahlbeteiligung der 114.878 Wahlberechtigten im Stimmkreis betrug 64,0 Prozent, bei einem Landesdurchschnitt von 63,9 Prozent war dies Rang 36 unter den 90 Stimmkreisen. Das Direktmandat ging an Carolina Trautner (CSU).
| Direktkandidat               | Partei       | Erststimmen | Gesamtstimmen | Gesamtstimmen ggü. Bayern (%p) | Gesamtstimmen ggü. 2008 (%p) |
| ---------------------------- | ------------ | ----------- | ------------- | ------------------------------ | ---------------------------- |
| Carolina Trautner            | CSU          | 52,1 %      | 51,0 %        | +3,3 %                         | +3,1 %                       |
| Herbert Woerlein             | SPD          | 18,1 %      | 19,3 %        | −1,3 %                         | +1,7 %                       |
| Fabian Mehring               | FREIE WÄHLER | 8,8 %       | 8,8 %         | −0,2 %                         | −1,7 %                       |
| Alexander Kolb               | GRÜNE        | 7,8 %       | 7,9 %         | −0,7 %                         | +0,0 %                       |
| Monika Müller                | FDP          | 2,7 %       | 2,8 %         | −0,5 %                         | −4,7 %                       |
| Michael Wiesmeier            | DIE LINKE    | 2,1 %       | 2,1 %         | +0,0 %                         | −1,0 %                       |
| Gabriele Olbrich-Krakowitzer | ÖDP          | 1,9 %       | 1,8 %         | −0,2 %                         | +0,2 %                       |
| Helmut Dürrwanger            | REP          | 1,3 %       | 1,2 %         | +0,2 %                         | −0,1 %                       |
| Harald Immler                | NPD          | 0,8 %       | 0,7 %         | X                              | −0,4 %                       |
| Max-Dieter Walser            | BP           | 2,0 %       | 1,9 %         | −0,2 %                         | +0,9 %                       |
| Kein Direktkandidat          | FRAUENLISTE  | X           | 0,3 %         | X                              | X                            |
| Andreas Herz                 | PIRATEN      | 2,3 %       | 2,1 %         | +0,1 %                         | X                            |

## Landtagswahl 2008
Bei der Landtagswahl 2008 waren im Stimmkreis 112.810 Einwohner wahlberechtigt. Die Wahlbeteiligung betrug 56,8 %. Die Wahl hatte folgendes Ergebnis:
| Direktkandidat               | Partei                | Erststimmen in % | Gesamtstimmen in % | Veränderung der Gesamtstimmen im Vergleich zur Landtagswahl 2003 in % |
| ---------------------------- | --------------------- | ---------------- | ------------------ | --------------------------------------------------------------------- |
| Max Strehle                  | CSU                   | 50,3             | 47,9               | - 16,1                                                                |
| Roland Mair                  | SPD                   | 15,2             | 17,6               | + 0,8                                                                 |
| Hannes Grönninger            | Bündnis 90/Die Grünen | 8,0              | 7,9                | + 1,4                                                                 |
| André Begg-Albensberg        | Freie Wähler          | 10,0             | 10,5               | + 5,6                                                                 |
| Johannes Pabst               | FDP                   | 7,9              | 7,5                | + 4,7                                                                 |
| Friedlinde Besserer          | REP                   | 1,3              | 1,3                | - 1,0                                                                 |
| Gabriele Olbrich-Krakowitzer | ödp                   | 1,8              | 1,6                | - 0,1                                                                 |
| Anton Dachs                  | BP                    | 1,0              | 1,0                | + 0,2                                                                 |
| -                            | BüSo                  | -                | -                  | 0,0                                                                   |
| Felix Loeffler               | Die Linke             | 3,2              | 3,1                | + 3,1                                                                 |
| Walter Baur                  | NPD                   | 1,2              | 1,1                | + 1,1                                                                 |
| -                            | RRP                   | -                | 0,6                | + 0,6                                                                 |